# مهرجان الجونة السينمائي
مهرجان الجونة السينمائي هو مهرجان سينمائي مصري سنوي يعقد في مدينة الجونة. وقد تأسس المهرجان عام 2017.

## الجوائز
يتكون برنامج المهرجان، من ثلاث مسابقات رسمية (مسابقة الأفلام الروائية الطويلة، ومسابقة الأفلام الوثائقية الطويلة، ومسابقة الأفلام القصيرة)، والبرنامج الرسمي خارج المسابقة، إضافة إلى البرنامج الخاص. تصل قيمة الجوائز المقدمة إلى 224 ألف دولار أمريكي، إضافة إلى الجوائز العينية (جائزة نجمة الجونة، والشهادات) المُقدمة إلى الفائزين في المسابقات المتنافسة. في إطار البرنامج الخاص، يعرض المهرجان عددًا من الأفلام الكلاسيكية الأيقونية التي حازت إعجاب الجماهير على مدار الزمن. الأفلام الطويلة في جميع المسابقات مؤهلة لجائزة سينما من أجل الإنسانية (جائزة الجمهور). الأفلام التي ترفع الوعي حول القضايا المتعلقة بالبيئة في جميع الأقسام مؤهلة للفوز بجائزة المهرجان للاستدامة البيئية.

## الفائزين في 2021
- جائزة نتباك لأفضل فيلم آسيوي
```
فيلم «هروب الرقيب فولكونجوف».
```

```
تنويه خالص لفيلم «حدث ذات مرة في كالكوتا».
```

- جائزة مؤسسة فبريسي
```
فيلم «
كوستا برافا
».
```

- جائزة خالد بشارة لصناع السينما المستقلة في مصر
```
فيلم «عادل».
```

- نجمة الجونة الخضراء
```
فيلم «
كوستا برافا
».
```

- جائزة سينما من أجل الإنسانية
```
فيلم «أوستروف- جزيرة مفقودة».
```

```
تنويه خاص للممثلة 
السعودية
 عائشة الرفاعي عن الفيلم السعودي القصير.
```

- جائزة نجمة الجونة لأفضل فيلم عربي قصير
```
فيلم «القاهرة برلين».
```

- جائزة نجمة الجونة البرونزية لافضل فيلم روائي قصير
```
فيلم «على أرض صلبة».
```

- جائزة نجمة الجونة الفضية للفيلم القصير
```
فيلم «الابن المقدس».
```

- جائزة نجمة الجونة الذهبية للفيلم القصير
```
فيلم «كاتيا».
```

- تنويه خاص للفيلم الوثائقي
```
فيلم «
هذا المطر لن يتوقف أبدا
».
```

- جائزة نجمة الجونة لأفضل فيلم عربي وثائقي طويل
```
فيلم «
كباتن الزعتري
» للمخرج 
علي العربي
.
```

- جائزة نجمة الجونة البرونزية للفيلم الوثائقي الطويل
```
فيلم «سبايا».
```

- جائزة نجمة الجونة الفضية للفيلم وثائقي
```
فيلم «أوستروف- جزيرة مفقودة».
```

-جائزة نجمة الجونة الذهبية للفيلم الوثائقي الطويل
```
فيلم «حياة إيفانا».
```

-جائزة نجمة الجونة لأفضل ممثلة
```
مايا فاندربيك.
```

-جائزة نجمة الجونة لأفضل ممثل
```
بيري بويكوناينين.
```

-جائزة نجمة الجونة للفيلم العربي الروائي الطويل
```
فيلم «
ريش
».
```

-جائزة نجمة الجونة البرونزية للفيلم الروائي الطويل
```
فيلم «هروب الرقيب فولكونوجوف».
```

- جائزة نجمة الجونة الفضية للفيلم الروائي الطويل
```
فيلم «غروب».
```

- جائزة نجمة الجونة الذهبية للفيلم الروائي الطويل
```
فيلم «الرجل الأعمى الذي لم يرغب في مشاهدة تيتانيك».
[
7
]
```

## وصلات خارجية
- الموقع الرسمي